# Петряев, Евгений Дмитриевич
Евгений Дмитриевич Петряев (18 февраля [3 марта] 1913, Берёзовский, Екатеринбургский уезд, Пермская губерния — 5 февраля 1987 года, Киров) — учёный-краевед, военный врач, библиофил. Автор 473 научных работ по биологии, микробиологии и краеведению, кандидат биологических наук, член Союза писателей СССР (с 1955 года). Почётный гражданин города Нерчинска (1972 год).

## Биография
Евгений Петряев родился 18 февраля 1913 года в городе Берёзовском вблизи Екатеринбурга, в то время находившегося в Пермской губернии. Отец — Дмитрий Ильич Петряев, работник почты. Мать работала сельской учительницей.
Начал публиковаться с 1925 года. Первой публикацией стал отзыв на книгу А. И. Ульяновой-Елизаровой о детстве Ленина, размещённый в уральской газете «Всходы коммуны». В 16 лет окончил Исовскую приисковую семилетку, поступил в свердловскую среднюю школу имени Некрасова с медицинским уклоном. Работал препаратором в бактериологическом институте, в декабре 1930 года сконструированный Петряевым прибор получил одобрение научного совета института. Поступил на химический факультет Уральского университета, но вскоре перешёл в медицинский институт. Одновременно работал лаборантом института экспериментальной медицины, потом младшим научным сотрудником кафедры фармакологии. Женился на Александре Николаевне в 1938 году. Тогда же заканчивает институт с отличием, и сразу призывается в армию в качестве военного врача-бактериолога. В 1939 году у Евгения Петряева родился сын Юрий.
Отправлен служить в Забайкалье. Получил звание военврача третьего ранга. С сентября 1938 по октябрь 1940 года занимал должность начальника лаборатории медсанбата 36-й мотострелковой дивизии. В 1939 году принимал участие в боях на реке Халхин-Гол. С мая 1940 по декабрь 1941 года занимал должности начальника лаборатории Кяхтинского, а затем Улан-Удэнского военных госпиталей. С декабря и по 1944 года работал начальником эпидемиологического отдела эпидемиологической санитарной лаборатории Забайкальского военного округа. В 1941—1942 годах опубликовал 6 научных статей по медицине и 2 по культуре. С октября 1944 по август 1946 года занимал должность старшего специалиста эпидемиологического отдела 304 эпидемиологической лаборатории.
В августе-сентябре 1945 участвовал в боях против Японии. За военную службу был награждён двумя орденами Красной Звезды, двумя медалями «За боевые заслуги», монгольской медалью «Бид Ялав» и множеством других.
В 1945 году в Иркутске защитил диссертацию на соискание степени кандидата биологических наук.
В 1946 году у него родилась дочь Наташа.
В 1947—1956 годах работал начальником отдела 46 СЭО ЗАБВО, жил в Чите. В это время вышли его книги «Лекарственные растения Забайкалья» (1952), «Исследователи и литераторы старого Забайкалья» (1954), библиографический указатель «Краевая эпидемиология Забайкалья. 1853—1955» (1956), а также более 40 научных работ по медицине и краеведческому литературоведению. В 1955 году Петряева приняли в Союз писателей.
В сентябре 1956 года переведён в Киров, на должность начальника отдела НИИ эпидемиологии, с этого времени постоянно жил в Кирове. В 1962 году стал инициатором «Краеведческих четвергов» в библиотеке имени Герцена, на которых собирались вятские краеведы.
Вышел в запас в 1965 году в звании полковника. После отставки полностью посвятил себя литературно-краеведческой деятельности. Занимался исследованием изучения «Слова о Полку Игоревом» на Вятской земле, анализом вятской краеведческой литературы. Участвовал в организации Герценских, Салтыковских и Гриновских чтений в Герценке.
В 1977 году Евгению Дмитриевичу Петряеву была присуждена премия имени В. П. Бирюкова за книги «М. Е. Салтыков-Щедрин в Вятке» и «Псевдонимы писателей сибиряков».
В 1985 году — Председатель правления Кировской областной организации Всесоюзного добровольного общества борьбы за трезвость.
Скончался 5 февраля 1987 года в Кирове.

## Коллекция книг
Личная коллекция книг Е. Д. Петряева признана книжным памятником федерального уровня.
Коллекция включает в себя 5495 экземпляров с хронологическими рамками в 1810 — 1999 года. Три экземпляра датируются XVIII веком, в том числе Поликарпов, Ф. Лексикон треязычный. — М.: Синодальная тип., 1704 и Ломоносов, М. В. Краткий российский летописец с родословием. — СПб., 1760. Особую ценность представляют редкие издания поэтов серебряного века: А. Ахматовой, К. Бальмонта, А. Блока, О. Мандельштама и др. «Слово о полку Игореве», изучением которого Петряев занимался при жизни, представлено 30 различными изданиями.
Коллекция содержит книги, брошюры и журналы с тематикой: литературоведение, книговедение, библиография, краеведение, медицина и др. 98 % экземпляров написаны на русском языке, 0,9 % — на европейских языках, 1,1 % — на эсперанто.
Коллекция хранится в отделе редких книг Кировской областной библиотеки им. А. И. Герцена, куда была передана по частям как самим Петряевым при жизни, так и родственниками после его смерти.

## Награды и премии
- Орден Отечественной войны 2 степени (06.04.1985)[7]
- Орден Красной Звезды (22.09.1945)[8]
- Орден Красной Звезды (30.04.1954)[8]
- Медаль «За боевые заслуги» (17.11.1939)[8]
- Медаль «За боевые заслуги» (15.11.1950)[8]
- Медаль За победу над Германией в Великой Отечественной войне 1941—1945 гг. (09.05.1945)[8]
- Медаль За победу над Японией[8]
- Монгольская медаль «За Победу над Японией» «Бид Ялав»
- Другие медали
- Почётный гражданин города Нерчинска (1972)
- Премия имени В. П. Бирюкова (1977)
- Почётная грамота Верховного Совета РСФСР (1983)
- Диплом II степени Всесоюзного общества «Знание» (1986)
- Премия Всесоюзного конкурса на лучшее произведение научно-популярной литературы за книгу «Живая память» (1986)

## Семья
- Брат: Петряев Константин Дмитриевич (1917—1987) — доктор исторических наук, профессор.

## Память
- С 1988 года в Кирове проводятся Петряевские чтения, посвящённые проблемам литературного краеведения и книговедения[9].